# Comment j'ai rencontré le prince charmant
Comment j'ai rencontré le prince charmant (Friend Request ou Chance at Romance) est un téléfilm américain réalisé par Bradford May et diffusé le 5 octobre 2013 sur Hallmark Movie Channel, et le 8 février 2014 sur Hallmark Channel.

## Synopsis
Samantha Hart est chef dans un restaurant. Un soir, lorsqu'elle rentre d'un diner, elle tombe amoureuse du photographe qui est présent pour une exposition. Une fois rentrée chez elle, Samantha le contacte par son blog. Mais ce qu'elle ne sait pas, c'est que le fils de Heath Mandsen répond à ses messages et il l'invite chez lui. Samantha et Heath vont être surpris de se voir et vont au fil de la semaine se découvrir et tombent amoureux. Mais Celeste, l'agent de Heath, est aussi amoureuse de lui.

## Fiche technique
- Titre original : Friend Request
- Titre original (titre alternatif) : Chance at Romance
- Réalisateur : Bradford May
- Scénario : Neal H. Dobrofsky et Tippi Dobrofsky
- Musique : Stephen Graziano
- Pays d'origine :  États-Unis
- Langue originale : anglais
- Durée : 90 minutes
- Date de diffusion :
  -  France : 20 février 2014 sur M6

## Distribution
- Erin Krakow (VF : Céline Ronté) : Samantha Hart
- Ryan McPartlin (VF : Stéphane Pouplard) : Heath Madsen
- Ian Andrew (VF : Gwenaëlle Jegou) : Donny Madsen
- Patricia Richardson (VF : Élisabeth Fargeot) : May
- Kaitlin Doubleday (VF : Josy Bernard) : Celeste Jeffers-Johnson
- Abraham Benrubi (VF : Paul Borne) : Jackson
- Raymond Ochoa : Jared
- Jean Louisa Kelly : Roz
- Albert Malafronte : Eddie
- Zack Shada : Robbie
- Brian Gross (VF : Denis Laustriat) : Joel
- Peter Lavin : Clive Clark

 Source et légende : version française (VF) sur RS Doublage et selon le carton de doublage télévisuel.